# The Girl Without a Soul
The Girl Without a Soul è un film muto del 1917 sceneggiato e diretto da John H. Collins che ha come protagonista, nel doppio ruolo di due sorelle, la moglie del regista, la popolare attrice del cinema muto Viola Dana.

## Produzione
Il film fu prodotto dalla Metro Pictures Corporation.

## Distribuzione
Distribuito dalla Metro Pictures Corporation e presentato da B.A. Rolfe, il film uscì nelle sale cinematografiche statunitensi il 13 agosto 1917. Il copyright del film, richiesto dalla Metro Pictures Corp., fu registrato il 14 agosto 1917 con il numero LP11248.
In Germania, venne distribuito dalla Universum Film (UFA) nel luglio 1922 con il titolo Das Mädchen ohne Herz.
Copia completa della pellicola si trova conservata negli archivi del George Eastman House di Rochester.